# Sium coriaudrum
Sium coriaudrum är en flockblommig växtart som beskrevs av Lorenz Chrysanth von Vest. Sium coriaudrum ingår i släktet vattenmärken, och familjen flockblommiga växter. Inga underarter finns listade i Catalogue of Life.